# カルロ・カンポガリアーニ
カルロ・カンポガリアーニ（Carlo Campogalliani、1886年10月10日 - 1974年8月10日）は、イタリアの映画監督。

## 監督作品
- ビザンチン大襲撃
- マチステ
- 鉄腕ゴライアス 蛮族の恐怖
- 黄金の髑髏
- 強力マチステ
- 南国の放浪者
- 輝く生命
- 死美人
- 南方の悪魔
- 冒険役者